# Gonet Geneva Open 2023
Il Gonet Geneva Open 2023 è stato un torneo di tennis giocato sulla terra rossa. È stata la 20ª edizione del torneo facente parte dell'ATP Tour 250 nell'ambito dell'ATP Tour 2023. Si è giocato al Tennis Club de Genève di Ginevra, in Svizzera, dal 21 al 27 maggio 2023.

## Partecipanti al singolare

### Teste di serie
| Nazionalità | Giocatore               | Ranking | Testa di serie* |
| ----------- | ----------------------- | ------- | --------------- |
| Norvegia    | Casper Ruud             | 4       | 1               |
| Stati Uniti | Taylor Fritz            | 9       | 2               |
| Germania    | Alexander Zverev        | 22      | 3               |
| Bulgaria    | Grigor Dimitrov         | 33      | 4               |
| Stati Uniti | Ben Shelton             | 35      | 5               |
| Paesi Bassi | Tallon Griekspoor       | 36      | 6               |
| Spagna      | Bernabé Zapata Miralles | 38      | 7               |
| Francia     | Adrian Mannarino        | 45      | 8               |

* Ranking all'8 maggio 2023.

#### Altri partecipanti
I seguenti giocatori hanno ricevuto una wildcard per il tabellone principale:
- Grigor Dimitrov
- Benoît Paire
- Alexander Zverev

I seguenti giocatori sono entrati in tabellone usando il ranking protetto:
- Hugo Dellien
- Guido Pella

I seguenti giocatori sono entrati nel tabellone principale passando dalle qualificazioni:

- Daniel Rincón
- Nino Serdarušić
- Vitalij Sačko
- Stefano Travaglia

#### Ritiri
Prima del torneo
- John Isner → sostituito da  Hugo Dellien
- Constant Lestienne → sostituito da  Christopher Eubanks
- Denis Shapovalov → sostituito da  Guido Pella
- Jan-Lennard Struff → sostituito da  Marco Cecchinato
- Botic van de Zandschulp → sostituito da  Marc-Andrea Hüsler

## Partecipanti al doppio

### Teste di serie
| Nazione     | Giocatore         | Nazione       | Giovatore         | Ranking* | Testa di serie |
| ----------- | ----------------- | ------------- | ----------------- | -------- | -------------- |
| El Salvador | Marcelo Arévalo   | Paesi Bassi   | Jean-Julien Rojer | 14       | 1              |
| Croazia     | Nikola Mektić     | Croazia       | Mate Pavić        | 19       | 2              |
| Spagna      | Marcel Granollers | Argentina     | Horacio Zeballos  | 49       | 3              |
| Regno Unito | Jamie Murray      | Nuova Zelanda | Michael Venus     | 58       | 4              |

* Ranking all'8 maggio 2023.

### Altri partecipanti
Le seguenti coppie di giocatori hanno ricevuto una wildcard per il tabellone principale:
- Arthur Cazaux /  Benoît Paire
- Ivan Sabanov /  Matej Sabanov

La seguente coppia di giocatori è entrata in tabellone usando il ranking protetto:
- Hugo Dellien /  Guido Pella

### Ritiri
Prima del torneo
- Rohan Bopanna /  Matthew Ebden → sostituiti da  Hugo Dellien /  Guido Pella
- Tallon Griekspoor /  Oleksandr Nedovjesov → sostituiti da  Diego Hidalgo /  Ben Shelton
- Nathaniel Lammons /  Jackson Withrow → sostituiti da  Nikola Ćaćić /  Nathaniel Lammons
- Hugo Nys /  Jan Zieliński → sostituiti da  Ariel Behar /  Marcelo Demoliner

## Punti
| Evento    | V   | F   | SF | QF | 2T | 1T   | Q    | Q2   | Q1   |
| Singolare | 250 | 150 | 90 | 45 | 20 | 0    | 12   | 6    | 0    |
| Doppio    | 250 | 150 | 90 | 45 | 0  | N.D. | N.D. | N.D. | N.D. |

## Montepremi
| Evento    | V       | F       | SF      | QF      | 2T     | 1T     | Q2     | Q1     |
| Singolare | €85,605 | €49,940 | €29,355 | €17,010 | €9,880 | €6,035 | €3,020 | €1,645 |
| Doppio*   | €29,740 | €15,910 | €9,330  | €5,220  | €3,070 | N.D.   | N.D.   | N.D.   |

* per team

## Campioni

### Singolare
Nicolás Jarry ha sconfitto in finale  Grigor Dimitrov con il punteggio di 7-6(1), 6-1.
• È il terzo titolo in carriera per Jarry, il secondo della stagione.

### Doppio
Jamie Murray /  Michael Venus hanno sconfitto in finale  Marcel Granollers /  Horacio Zeballos con il punteggio di 7-6(6), 7-6(3).